# M712 カッパーヘッド

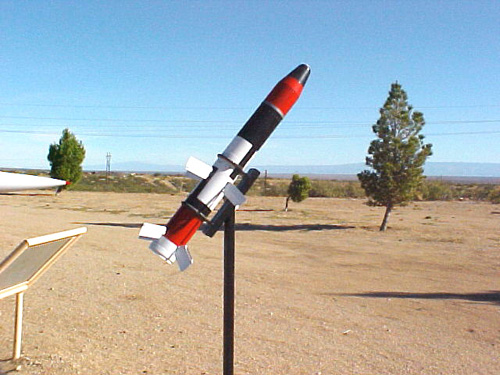
M712 カッパーヘッド

M712 カッパーヘッドは、レーザー誘導形式の砲弾である。これは、155mm口径の火砲から発射され、翼によって弾道を安定させる。この砲弾の主な目標は、装甲化された小型標的、つまり、戦車や自走砲、もしくはほかの価値の高い標的である。
この砲弾は、M109 155mm自走榴弾砲、M114 155mm榴弾砲、M198 155mm榴弾砲、M777 155mm榴弾砲といった異なる火砲を持つ砲兵部隊でも発射可能とされている。最短射程は3km、最大射程は16kmである。

## 説明

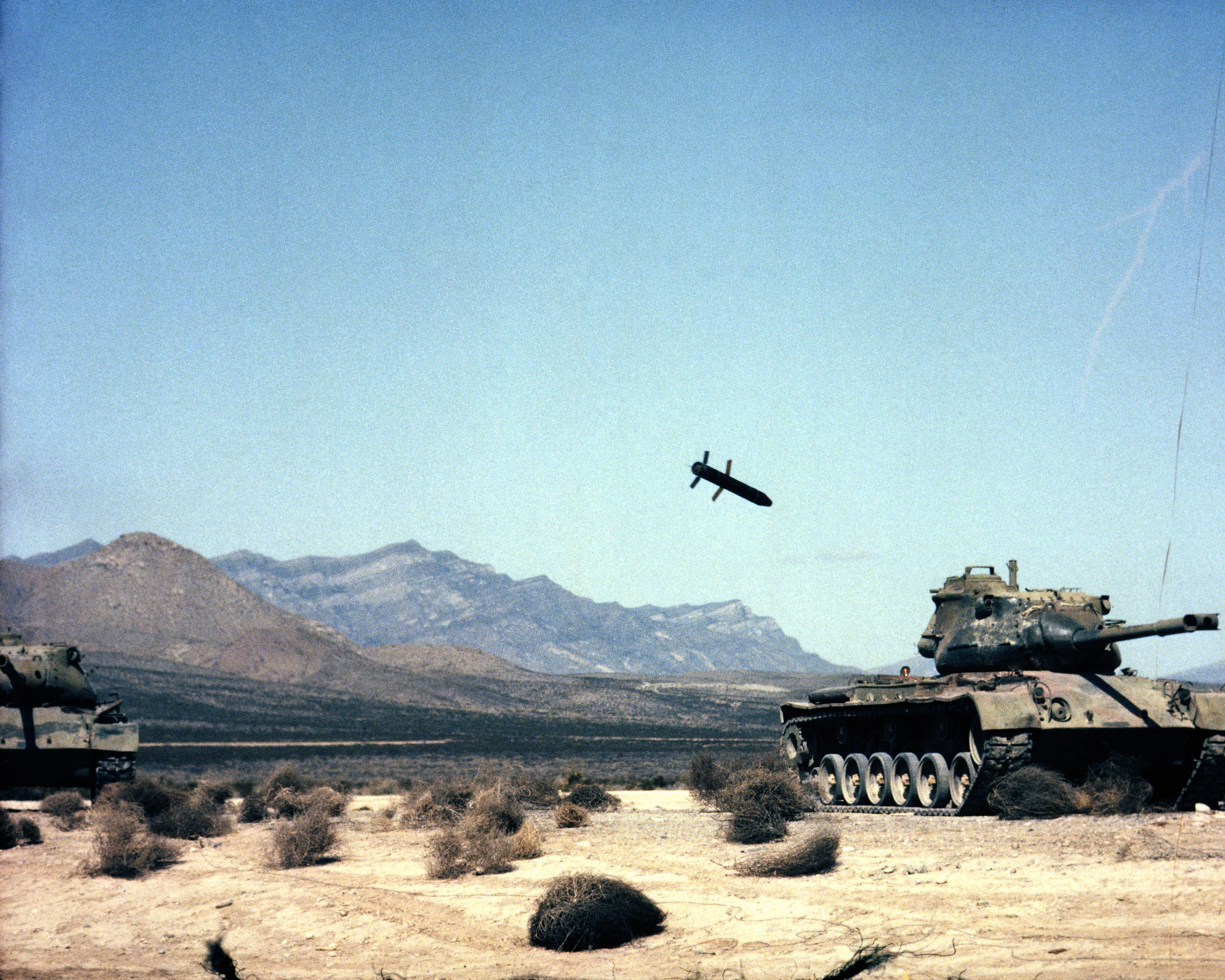
標的となった戦車に接近するM712 カッパーヘッド

カッパーヘッド砲弾の全重は62.4kg、全長は140cmであり、これは、従来の155mm砲弾よりも長く重い。
弾頭は、6.69kgのコンポジションBによる成形炸薬を充填して構成される。
カッパーヘッドを作動させるには、標的がレーザー照射装置によって照らされている必要がある。一度レーザー信号を検知すると、砲弾に内蔵された誘導システムが、砲弾を目標へ誘導するために操舵ベーンを操作する。
カッパーヘッドの誘導ロジックは、
1. 光学システムがいつでも目標を検知可能であること
2. ひとたび目標が検知された際に、目標に命中するべく機動するための充分な時間と速度があること

これらを保証するよう設計されている。
弾道飛行中のカッパーヘッドは、その軌道の重要な箇所にあっては雲よりも下を飛んでいなければならず、砲弾を十分に誘導可能な時間的余裕のある目標が捕捉された際には、視程も充足された状態でなければならない。

## 作戦モード
カッパーヘッドは、弾道モードと滑空モードの2種類の作戦モードを持つ。弾道モードは雲の広がりが高空にあり、視程が良好な時に用いられる。砲弾が目標から距離3,000mの時、誘導ベーンが展張され、目標が捕捉される。その後、搭載された誘導システムが、目標へと砲弾を機動させるために誘導ベーンを調整する。
弾道モードを使うには雲の広がりが非常に低空で、視程が悪い場合、滑空モードが用いられる。滑空モードの軌道は、弾道飛行フェーズと滑空フェーズの2種類の段階から成り立つ。
軌道の途上、ある予定された位置で誘導ベーンが展張され、弾道フェーズから滑空フェーズへと移行する。滑空フェーズのターゲティングロジックは、雲の遮蔽と視程が許すかぎり可能な最大角を取るよう設計されている。砲弾がレーザー照射を検知するのに充分接近した際や、砲弾が雲の遮蔽を抜け出た時など、これらの出来事が軌道の後半部分で起これば目標は捕捉される。軌道の問題解決が得られた際には、目標までの時間および終端速度が確認される。これは、機動に要する時間があること、砲弾が空気力学的に安定しており、機動中に失速しないかを保証するためである。
当初、レーザー照射はMQM-105 アクィラ無人航空機によって実施されるよう計画されていた。

## 作戦履歴
カッパーヘッドは湾岸戦争中、砂漠の嵐作戦に投入され、90発が防御の施された目標に対して射撃された。
この砲弾は2003年、イラク戦争中のイラクの自由作戦でも投入された。

## 採用国

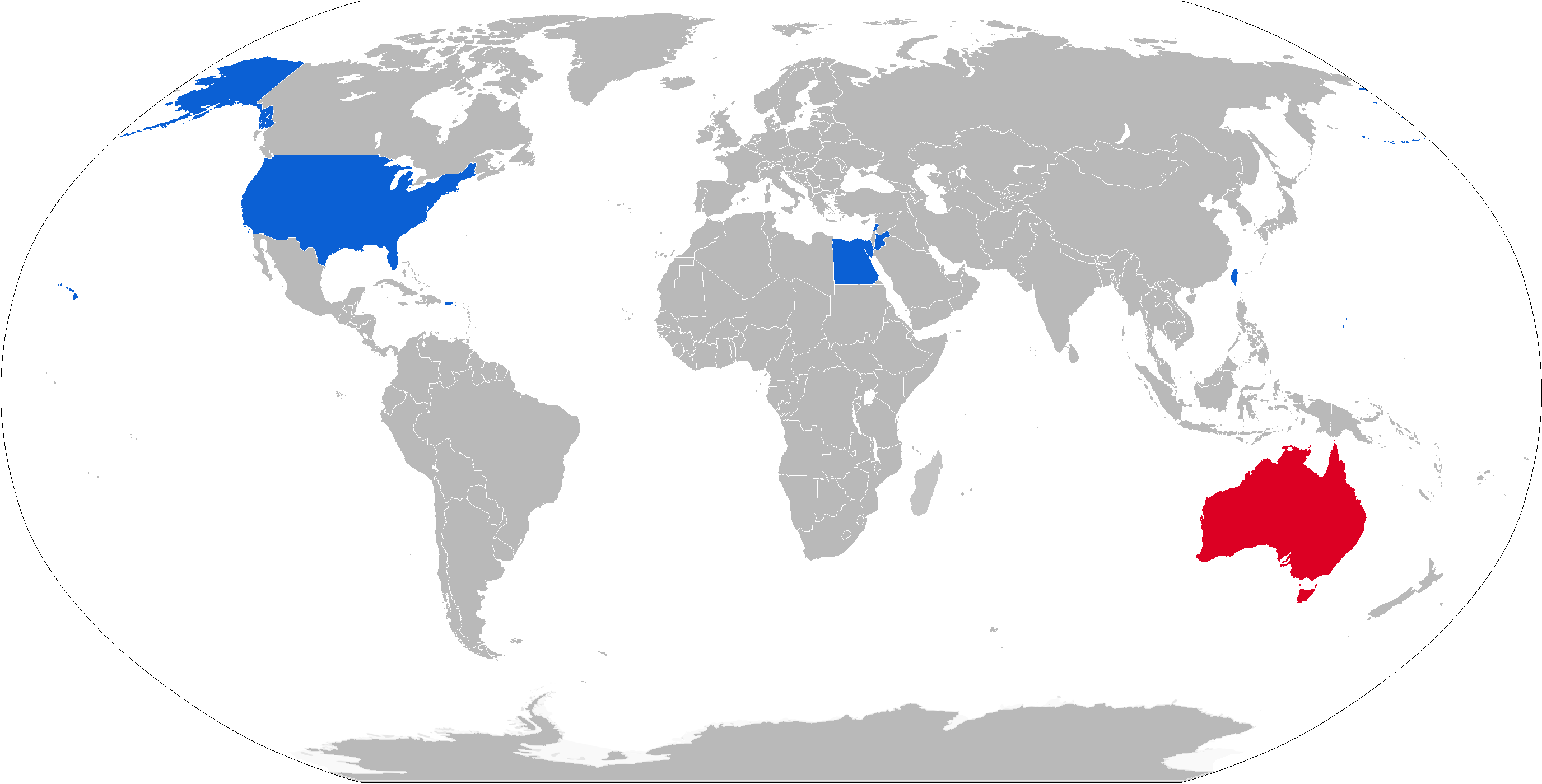
M712の使用国は青色で示される。以前使用していた国は赤。

### 現行の採用国
- アメリカ合衆国 - アメリカ陸軍
- エジプト - エジプト陸軍
- ヨルダン
- レバノン
- 中華民国（台湾）

### 以前採用していた国
- オーストラリア - オーストラリア陸軍[5]。現在はSMArt 155に更新された。

## 登場作品

### 映画
『世界侵略: ロサンゼルス決戦』
クライマックスにて、アメリカ海兵隊員たちから送られたエイリアンの司令センターの座標に向けて、計3発が発射される。ただし、実際とは異なり砲弾後部からミサイルのように噴射煙を出しているかのように描写されている。

### アニメ・漫画
『続・戦国自衛隊』
戦国時代にタイムスリップしたアメリカ海兵隊の装備として登場。大坂の陣にて、豊臣軍と幕府軍の陣営へピンポイント攻撃を行うために使用され、M198 155mm榴弾砲から発射されたあと、RQ-2 パイオニアのレーザー目標指示装置によって誘導される。